# Ралф Бреєр
Ралф Бреєр (англ. Ralph Breyer, 23 лютого 1904 — 8 травня 1991) — американський плавець.
Олімпійський чемпіон 1924 року.